# Eutrichota punctata
Eutrichota punctata är en tvåvingeart som beskrevs av Griffiths 1984. Eutrichota punctata ingår i släktet Eutrichota och familjen blomsterflugor. Inga underarter finns listade i Catalogue of Life.